# Silk Smitha
Silk Smitha (född 2 december, 1960, död 23 september 1996) var en indisk filmskådespelare.

## Biografi
Smitha föddes som Vijayalakshimi Smitha i en fattig familj i Eluru (i Andhra Pradesh) och flyttade efter skolan till sin tant i Madras (som då var centrum för den sydindiska filmindustrin). Efter att ha fått mycket uppmärksamhet och positiv kritik i samband med sin första större roll i den tamilska filmen Vandi Chakkaram (Hjulet) 1979, tog hon namnet "Silk" efter sin roll i filmen. Smitha spelade totalt i över 200 filmer, varav ett stort antal erotiska filmer, ett fåtal på hindi men avsevärt fler på andra indiska språk. 

## Filmografi
- Sphadikam (1995)
- Jeeva
- Challenge (1984)
- Moondru Mugam
- Layanam (1989)
- Adutha Varisu
- Rustum (1984)
- Khaidi (1983)
- Yamakinkarudu (1982)